# Agneza od Klevea
Agneza od Klevea (španjolski: Inés; 1422. – 1448.) bila je naslovna kraljica Navare kao supruga Karla, princa Viane. Karlo je bio sin kralja Ivana II. Aragonskog i njegove supruge Blanke I., vladarice Navare. Nakon Blankine smrti, kralj Ivan nije dopustio sinu vladati, već je krunu zadržao za sebe.
Agnezini su roditelji bili Adolf I. od Klevea i Marija Burgundska, vojvotkinja Klevea, a sestre Margareta, Katarina, Elizabeta i Marija, preko koje je Agneza bila teta francuskoga kralja Luja XII.
Godine 1439., Agneza se udala za Karla, koji je kao nominalni/naslovni vladar Navare znan kao »Karlo IV.« Par nije imao djece. Agnezina je svekrva, Blanka Navarska, preminula godine 1441.; Ivan II. nastavio je biti navarskim kraljem.
Gospa Agneza umrla je (u travnju?) 1448. godine.